# Świece dymne DMCh-5M
Świeca dymna DMCh-5M – rodzaj świecy dymnej będącej na wyposażeniu ludowego Wojska Polskiego.

## Charakterystyka świecy
Świece dymne DMCh-5M weszły na wyposażenie wojsk w 1987 i były przeznaczona do stawiania niewielkich zasłon dymnych. Mieszankę dymotwórczą składającą się z chloroetanu, tlenku cynku i chloranu potasu opracowali specjaliści Wojskowego Instytutu Chemii i Radiometrii, a producentem świec były Zakłady Tworzyw Sztucznych „Boryszew Erg" w Sochaczewie.

## Dane taktyczno-techniczne
Parametry świecy
- wysokość cylindra – 170 mm
- średnica – 105 mm
- masa:
- masa całkowita – 3,1 kg
- masa mieszanki – 2,8 kg
- czas:
  - inicjacji świecy – 20 sekund
  - dymienia – 5 do 7 minut
- długość zasłony dymnej – około 100 metrów,
- szerokość zasłony dymnej – 20 metrów